# کیم سونگ-جو
کیم سونگ-جو (انگلیسی: Kim Sung-joo؛ زادهٔ ۱۶ فوریهٔ ۱۹۹۴) خواننده، بازیگر، و بازیگر تلویزیون اهل کره جنوبی است.

## حرفه

### پیش از شروع
او به عنوان کارآموز به وای‌جی انترتینمنت پیوست و بخشی از ترکیب اصلی تشکیل وینر بود ، او هنوز با جینوو و سونگیون دوست صمیمی است. 
یک فرصت جدید پیدا کرد و به UNIQ ، یک گروه کره ای-چینی زیر نظر شرکت Yuehua پیوست. ولی همچنان به آموزش در وای‌جی انترتینمنت ادامه می داد زیرا دو شرکت با این گروه جدید همکاری می کردند. او در مجموع ۵ سال قبل از شروع رسمی کارآموز بود.